# Tachenko
Tachenko es un grupo español de pop indie radicado en Zaragoza. El grupo nació en 2002, con la unión de Sergio Vinadé y Andrés Perruca, exmiembros del grupo El Niño Gusano, y Sebas Puente.

## Miembros
- Alfonso Luna - Batería
- Sergio Vinadé - Guitarra y voz
- Sebas Puente - Guitarra y voz
- David “Libi” García  - Bajo

## Discografía
- 2004 - Nieves y rescates - Gelmar.
- 2005 - Amable - Gelmar, EP.
- 2005 - El tiempo en los urales - Gelmar, EP.
- 2006 - Las jugadas imposibles - Gelmar.
- 2008 - Esta vida pide otra - Limbo Starr.
- 2009 - Los años hípicos - Limbo Starr, 2 CD + 1 DVD, recopilatorio con los 2 LP y 2 EP publicados previamente en Gelmar (Grabaciones en el Mar)
- 2010 - Os reís porque sois jóvenes - Limbo Starr.
- 2010 - Apúntame a mi primero - Limbo Starr, EP.
- 2013 - El amor y las mayorías - Limbo Starr.
- 2015 - El comportamiento privado - Limbo Starr.
- 2017 - Misterios de la canción ligera - Limbo Starr.
- 2018 - El don del vuelo sin el arte hermano del aterrizaje - Limbo Starr.[4]
- 2021 - Las discotecas de la tarde - Limbo Starr.